# Nadia d'Angely
Pour les articles homonymes, voir Angely.
Alice Carton, dite Nadia d'Angely, est une actrice de théâtre et de cinéma belge.
Elle reste surtout connue pour avoir joué des rôles de mère de famille dans les débuts du cinéma belge.

## Biographie
En dehors des rôles qu'elle a interprété pendant une trentaine d'années tant au théâtre qu'au cinéma, on ne sait pratiquement rien de Nadia d'Angely.
À la fin de l'année 1891, une certaine Mme Dangély se produit dans une revue locale à l'Alcazar de Béziers. Au début de l'année suivante, une Mlle Dangély joue, également dans une revue locale, au théâtre d'Angoulême où elle est présentée comme une actrice du théâtre de la Porte-Saint-Martin,. S'agit-il de Diana Dangély que l'on retrouve trois ans plus tard interprétant des rôles de soubrettes à Amiens en 1895 puis à Nîmes en 1896 et plus tard encore à Bruxelles sous le nom de Nadia d'Angély ? C'est possible sinon probable même si nous n'avons aucune certitude sur ce point. 
En effet, des noms de scène très proches, Diane Dangely ou Diana Dangely,, apparaissent dans la presse en 1896, au sujet d'une actrice de l'Eden-Théâtre de Nîmes : « Mlle Diana Dangely, jeune soubrette du théâtre d’Amiens, a joué [à l'Eden-Théâtre] cet hiver tout le répertoire. Très gracieuse et presque enfantine, Mlle Dangely fait partie de tous les spectacles d'ouverture, les spectateurs auront donc l’occasion de faire, avec elle, plus ample connaissance. »,.
On retrouve Nadia d'Angely au théâtre de l'Alhambra de Bruxelles et au casino-théâtre de Nieuport-les-Bains en 1898. Elle a fait une courte carrière en France, en particulier à Paris au théâtre de l'Ambigu en 1908, et au cours de la saison théâtrale 1910-1911 au Nouveau-Théâtre de Lyon. La Première Guerre mondiale met un coup d'arrêt à sa carrière et après la fin du conflit, elle n'aura plus désormais en France comme en Belgique que de rares engagements au théâtre, et seulement deux rôles au cinéma.
Après une toute dernière apparition sur scène à Caen en mars 1926 où elle est présentée comme une artiste du théâtre de l'Ambigu, Nadia d'Angely disparaît de l'affiche et tombe dans l'oubli,.

## Théâtre
- 1898 : Le Diable ou le Comte de Saint-Germain, drame en 5 actes par Alfred Delacour et Lambert Thiboust, au théâtre de l'Alhambra de Bruxelles (juin) : la marquise Appiani[12]
- 1899 : Le Roi s'amuse, drame en 5 actes en vers de Victor Hugo, au théâtre de l'Alhambra de Bruxelles (juin)
- 1899 : Les Deux gosses, drame en 5 actes de Pierre Decourcelle, au théâtre de l'Alhambra de Bruxelles (octobre) : la mère
- 1900 : Devant l'ennemi, drame en 5 actes et 6 tableaux de Paul Charton au théâtre de l'Alhambra de Bruxelles (mai)
- 1900 : Le Roi des Gascons, pièce en 5 actes de Paul Fournier et Rodolphe Bringer au théâtre de l'Alhambra de Bruxelles (juin)[13]
- 1900 : Le Médecin des enfants, drame en 5 actes d'Adolphe Dennery et Anicet Bourgeois, au théâtre de l'Alhambra de Bruxelles (juillet)
- 1901 : Nana, drame en 5 actes de William Busnach d'après le roman d'Émile Zola, aux Galeries Saint-Hubert de Bruxelles (août) : Nana
- 1903 : Marie-Jeanne ou la femme du peuple, drame en 5 actes et 6 tableaux d'Adolphe Dennery et Julien de Mallian, au théâtre de l'Alhambra de Bruxelles (juillet) : Marie-Jeanne[14]
- 1903 : Le Maître de forges, pièce en 4 actes et 5 tableaux de Georges Ohnet, au théâtre Minard de Gand (novembre)
- 1904 : Le Fils naturel, comédie dramatique en 4 actes et un prologue d'Alexandre Dumas fils, au théâtre de l'Alhambra de Bruxelles (juin)
- 1904 : Les Mystères de Saint-Pétersbourg, drame en 5 actes et 10 tableaux de Pierre Decourcelle et Stanislas Rzewuski, au théâtre de l'Alhambra de Bruxelles (novembre)
- 1906 : Napoléon III et Orsini, drame en 5 actes et 6 tableaux de Maynard, au théâtre de l'Alhambra de Bruxelles (juillet) : Rita
- 1906 : Ce qui arriva au percepteur, pièce en 3 actes de Serge Basset, au théâtre de la Comédie-Mondaine de Bruxelles (4 novembre)[15]
- 1908 : Les Mystères de Paris, drame en 5 actes et 11 tableaux d'Ernest Blum d'après Eugène Sue, au théâtre de l'Ambigu (29 mai) : la comtesse Sarah[16]
- 1908 : Lucrèce Borgia, drame en 3 parties de Victor Hugo, au théâtre Molière de Bruxelles (août) : Lucrèce[17]
- 1909 : Le Passant, comédie en 1 acte en vers de  François Coppée et Les Étapes, comédie en 3 actes de Gustave Van Zype, au théâtre des Variétés d'Anvers (janvier) : Mme Thérat[18]
- 1909 : La Dame aux camélias, drame en 5 actes d'Alexandre Dumas fils, au théâtre Molière de Bruxelles (juillet) : Marguerite Gautier
- 1909 : La Sacrifiée, pièce en 3 actes de Gaston Devore, au théâtre des Variétés de Charleroi (décembre)
- 1910 : Les frères De Graeve, drame en 8 tableaux de César Van Cauwenberghe, au théâtre de l'Alhambra de Bruxelles (juin)
- 1910 : Denise, pièce en 4 actes d'Alexandre Dumas fils, au théâtre Molière de Bruxelles (août) : Mme de Thauzette
- 1910 : La Dame de Monsoreau, drame en 5 actes et 11 tableaux d'Alexandre Dumas et Auguste Maquet, au Nouveau-Théâtre de Lyon (septembre)
- 1910 : La Mendiante de Saint-Sulpice, drame en 5 actes et 10 tableaux de Xavier de Montépin et Jules Dornay, au Nouveau-Théâtre de Lyon (octobre)
- 1910 : La Loupiotte, drame en 5 actes et 9 tableaux d'Arthur Bernède, au Nouveau-Théâtre de Lyon (novembre)
- 1910 : Le Petit Jacques, drame en 5 actes et 9 tableaux de Pierre Decourcelle, au Nouveau-Théâtre de Lyon (décembre)
- 1911 : Lucrèce Borgia, drame en 3 actes de Victor Hugo, au Nouveau-Théâtre de Lyon (janvier) : Lucrèce[19]
- 1911 : La Bande à Fifi, drame en 5 actes et 8 tableaux de Gardel-Hervé et Maurice Varret, au Nouveau-Théâtre de Lyon (26 janvier)
- 1911 : La Goualeuse, drame en 5 actes et 7 tableaux de Gaston Marot et Alévy[20], au Nouveau-Théâtre de Lyon (février) : la goualeuse
- 1911 : Hamlet, tragédie en 5 actes de Shakespeare, au Nouveau-Théâtre de Lyon (mars) : la reine Gertrude
- 1911 : Biribi, drame en 5 actes de Georges Darien et Marcel Lauras, au Nouveau-théâtre de Lyon (mars)
- 1911 : La Traite des blanches, drame en 5 actes et 7 tableaux de Marc Bonis-Charancle, au Nouveau-théâtre de Lyon (avril)
- 1911 : Ruy Blas, pièce en 5 actes de Victor Hugo, au théâtre Molière de Bruxelles (août) : la reine
- 1911 : Le Chemineau, drame en 5 actes en vers de Jean Richepin, au théâtre Molière de Bruxelles (septembre) : Toinette
- 1912 : Le Bossu, drame en 5 actes et 12 tableaux de Paul Féval et Anicet Bourgeois, au théâtre Molière de Bruxelles (1er juin) : Blanche de Caylus[21]. Pièce reprise le 8 août 1913.
- 1912 : La Porteuse de pain, drame en 5 actes et 9 tableaux de Xavier de Montépin et Jules Dornay, au théâtre Molière de Bruxelles (14 juin)
- 1912 : Vingt ans après, drame en 5 actes et 10 tableaux d'Alexandre Dumas et Auguste Maquet, au théâtre Molière de Bruxelles (16 juillet)
- 1912 : Malbrough s'en va-t-en guerre, opérette en 3 actes de Maurice Vaucaire et A. Nessi, musique de Ruggero Leoncavallo, au théâtre Molière de Bruxelles (octobre)
- 1912 : Les Saltimbanques, opéra-comique en 3 actes et 4 tableaux de Maurice Ordonneau, musique de Louis Ganne, au théâtre Molière de Bruxelles (novembre) : Mme Malicorne
- 1912 : Le Roi des montagnes, opérette en 3 actes de Maurice Ordonneau, musique de Franz Lehar, au théâtre Molière de Bruxelles (décembre)
- 1913 : La Poupée, opéra-comique en 4 actes et 5 tableaux de Maurice Ordonneau et Victor Léon, musique d'Edmond Audran, au théâtre Molière de Bruxelles (janvier)
- 1913 : Les Deux gosses, drame en 5 actes de Pierre Decourcelle, au Grand-Théâtre de Roubaix (décembre)
- 1920 : Les Apaches du grand monde, drame en 5 actes et 8 tableaux de Georges Fernoux et Eugène Joullot, aux Folies-Bergère de Bruxelles (août)
- 1923 : Le Pont vivant, pièce en 4 actes et 12 tableaux d'André Mauprey d'après Sutton Vane, au théâtre des Variétés de Charleroi (août) : Mrs Polkes
- 1923 : La Sacrifiée, pièce en 3 actes de Gaston Devore, au théâtre des Variétés de Charleroi (septembre) : Mme Baudricourt[22]
- 1924 : L'Arlésienne, mélodrame en 3 actes et 5 tableaux d'Alphonse Daudet, musique de Georges Bizet, au Palais d'Hiver et au théâtre Saint-Louis de Pau (9-10 février)[23].

## Cinéma
- 1911 : Deux Filles d'Espagne (ou Deux jeunes filles se ressemblent) d'Albert Capellani !--27.09.1911
- 1914 : Maudite soit la guerre / Vervloekt zig den oorlog, d'Alfred Machin : Madame Modzel[24].
- 1919 : La Belgique martyre / Het gemartelde België, de Charles Tutelier : la mère
- 1921 : La Petite Chanteuse des rues / Het Straatzangeresje, d'Armand Du Plessy : la mère Hanssens.